# Cavicularia densa
Cavicularia densa är en bladmossart som beskrevs av Franz Stephani. Cavicularia densa ingår i släktet Cavicularia och familjen Blasiaceae. Inga underarter finns listade i Catalogue of Life.